# Cirkus Fandango
Cirkus Fandango är en norsk svartvit dramafilm från 1954 i regi av Arne Skouen. I rollen som cirkusdirektören Fandango ses Arne Arnardo och i övriga roller bland andra Joachim Holst-Jensen, Ilselil Larsen och Toralv Maurstad.

## Handling
Fandango är direktör för en cirkus. Han är i konflikt med cirkusartisterna, i synnerhet med den gamle clownen Papa. Två av artisterna, Tove och Jannik, förälskar sig i varandra. När Fandango får vetskap om detta testamenterar han det så kallade Houdinimysteriet till paret då han tycker att de har den rätta inställningen till cirkuslivet. Paret gör succé med det nya numret och clownen Papa drar sig tillbaka från cirkuslivet. Filmen slutar med att han lägger sig på en säng på ett äldreboende.

## Rollista
- Arne Arnardo – Fandango, cirkusdirektör
- Joachim Holst-Jensen – Papa, clown
- Ilselil Larsen – Tove
- Toralv Maurstad – Jannik
- Adolf Bjerke – läkaren
- Svein Byhring – stallpojken
- Anita Ellingsen – sjuksyster
- Turid Haaland – Carmen
- Jørgen Henriksen – Stump
- Arvid Nilssen – snickaren
- Alberto Schtirbu – Harmandez
- Aud Schønemann
- Tom Tellefsen – regissören
- Einar Vaage – Raskolnikov, stallmästare
- Ottar Wicklund – Alfred

## Om filmen
Cirkus Fandango är Arne Skouens tredje filmregi efter Gatpojkar (1949) och Nödlandning (1952). Filmen producerades av Norsk Film A/S med Otto Carlmar som produktionschef. Den spelades in efter ett manus av Skouen med Finn Bergan som fotograf. Den klipptes av Fritze Kiær Nilsen och Eric Nordemar. Musiken komponerades av Gunnar Sønstevold.
Filmen hade premiär den 22 februari 1954 i Norge. Den visades på Filmfestivalen i Cannes 1954 där den var nominerad till det stora priset. Joachim Holst-Jensen erhöll Filmkritikerprisen 1954 för sin rollprestation som clownen Papa.